# Horst Siedle
Horst Siedle (* 3. Juni 1938 in Berlin; † 11. April 2019 in Furtwangen) war ein deutscher Unternehmer.

## Leben
Horst Siedle wurde 1938 als Sohn des Furtwanger Unternehmers Max Helmut Siedle in Berlin geboren, der zu dieser Zeit den Vertrieb des Unternehmens in der deutschen Hauptstadt verantwortete. 1957 stieg Siedle in das Familienunternehmen S. Siedle & Söhne mit ein. Von den Mitarbeitern, denen er später als Geschäftsführer vorstand, lernte er das Löten, die Herstellung von Kabelbäumen, die Montage von Netzgleichrichtern oder Telefonen. Bei dem Schweizer Tochterunternehmen Siedle Electric, gelang ihm die Entwicklung vom Ein-Mann-Betrieb zu einem mittelständischen Unternehmen.
In der Stammfirma stieg er schließlich 1970 zum Geschäftsführer auf.
Horst Siedle erlag 2019 im Alter von 80 Jahren seiner schweren Krankheit. Nach seinem Tod übernahm seine zweite Ehefrau Gabriele Siedle das Unternehmen.

### Horst-Siedle-Stiftung
Die gemeinnützige Horst-Siedle-Stiftung unterstützt soziale und kulturelle Einrichtungen oder Projekte in Furtwangen und Umgebung. Gefördert werden beispielsweise Kindergärten und Vereine, aber auch in Not geratene Privathaushalte. Der Unternehmer Horst Siedle gründete die Stiftung anlässlich seines 60. Geburtstags.

## Auszeichnungen
Für sein unternehmerisches und gesellschaftliches Wirken erhielt Horst Siedle viele Auszeichnungen, so 1999 das Bundesverdienstkreuz am Bande, 2008 die Wirtschaftsmedaille des Landes Baden-Württemberg, 2009 die Ehrenbürgerwürde der Stadt Furtwangen und 2011 die Reinhold-Maier-Nadel, überreicht von Justizminister Ulrich Goll.